# Antonio Martí Olucha
Antonio Martí Olucha (Onda, Plana Baixa, 1884 - Castelló de la Plana, 1974) fou un empresari, sindicalista i polític valencià, diputat a les Corts durant la Segona República.

## Biografia
Treballà com a empresari del sector de les rajoles i fou alumne de l'Institut Social Obrer, fundat per Ángel Herrera Oria. Fou president de la Federació Provincial de Sindicats Obrers Catòlics i membre del Partit Popular Agrari, que a les eleccions generals espanyoles de 1933 i 1936 fou elegit diputat per la província de Castelló dins les llistes de la CEDA. Participà en els preparatius per al cop d'estat del 18 de juliol de 1936 a Castelló de la Plana.